# Typhleotris madgascarensis
Typhleotris madagascariensis là một loài cá thuộc họ Milyeringidae đặc hữu Madagascar, sống trong mạch nước ngầm mạn tây nam hòn đảo. Loài cá hang này mù và thiếu sắc tố, đạt chiều dài 8 cm (3,1 in) chưa tính đuôi.
Nó có mặt trong hơn 10 hang và hố sụt trên vùng cao nguyên Mahafaly, ở nơi mà nhiệt độ nước dao động từ 26 đến 30 °C (79–86 °F) và độ pH trên trung bình một chút. Dù được coi là loài bị đe dọa do phạm vi phân bố hẹp và ít được bắt gặp, nghiên cứu mới đây cho thấy chúng vẫn khá đông đúc ở địa phương, có số lượng đặc biệt lớn trong hang Andranoilove, Andriamaniloke, Lalia và Mitoho. Một phần phạm vi phân bố của T. madagascariensis trùng với T. mararybe, một loài hiếm. T. madagascariensis ăn nhiều loài động vật không xương sống.
Một vài hang đá vôi nơi loài này sống được bảo tồn trong vườn quốc gia Tsimanampetsotsa, gồm hang Mitoho.